# Игинка (Красноярский край)
Игинка — деревня в Ачинском районе Красноярского края России. Входит в состав Преображенского сельсовета.

## География
Деревня находится на правом берегу реки Чулым, вблизи места впадения в неё реки Игинка, на расстоянии примерно 2 км к северу от города Ачинск, административного центра района. Абсолютная высота — 209 м над уровнем моря.

## Население
| 1989 | 2002 | 2010 |
| ---- | ---- | ---- |
| 113  | ↗131 | ↘108 |

### Гендерный состав
По данным Всероссийской переписи населения 2010 года, в деревне проживало 108 человек (56 мужчин и 52 женщины)

## Улицы
| - ул. Западная, - ул. Лесная, - ул. Набережная, | - ул. Придорожная, - ул. Солнечная, - пер. Ягодный. |